# إلياس بوغالم
إلياس بوغالم، أبن الرائد المجاهد مؤسس الكومندوس بوغالم عبيد والاستاذة لغة عربية ديرم يمينة (تبسة)، درس الابتدائية في زمولي عبد القادر، والمتوسط في باجي مختار، والثانوية أبو المهاجر دينار، معهد سوق اهراس، الجامعة بعنابة المعهد العالي.

## تاريخ
يعتبر من بين عمالقة الضغط على الصدر على المستوى الدولي بالنظر إلى الأرقام القياسية التي حققها على غرار اللقب العالمي الذي ناله مؤخرا بتكساس بالولايات المتحدة الأمريكية
وسبق للبطل العالمي بوغالم وأن نال الميدالية الذهبية بتحقيقه رقما قياسيا عالميا (291 كلغ) في منافسات البطولة العالمية للحمل بالقوة (الضغط على https://vm.tiktok.com/ZMMtHKP7b/) (Powerlifting)، التي أقيمت بفنلندا في يونيو 2015 ولقد شرف الجزائر في هذه التظاهرة التي تحدى خلالها أعظم الأبطال من الولايات المتحدة الأمريكية وروسيا وفنلندا.
يترأس النادي الرياضي الهاوي لأبطال كمال الأجسام والحمل بالقوة سوق اهراس، ومدرب أيضا وولقد حقق النتائج التالية علي مستوي النادي:
- 24 لقب بطل الجزائر مختلف الأصناف
- 12 بطل أفريقيا
- 4 أبطال البحر الابيض المتوسط
- 8 القاب عالمية.

## الأرقام القياسية والميداليات
التتويجات: 
- 2014 : الميدالية البرونزية جنوب أفريقيا بطولة العالم.
- 2015 : الميدالية الذهبية بطل العالم مع رقم قياسي عالمي جديد 270,5 كغ فنلندا.
- 2016 : الميدالية الذهبية بطلا العالم بالولايات المتحدة الأمريكية مع رقم قياسي عالمي جديد.
- 2017 : الميدالية الذهبية بطل العالم بيلاروسيا مع رقم قياسي عالمي جديد
- 2018 الميدالية الذهبية بطل العالم كندا مع رقم قياسي جديد

البطولات الأفريقية: 
- بطل أفريقيا 2013 المغرب
- بطل افريقيا 2014 الجزائر
- بطل افريقيا 2015 المغرب
- 2016 بطل افريقيا جنوب أفريقيا
- 2017 بطل افريقيا الجزائر

بطولات أرنولد كلاسيك: الذي نضمها أرنولد شوارزنيجر
- 2015 الميدالية الذهبية
- 2016 الميدالية الذهبية

البطولة العاب البحر الأبيض المتوسط:
- الميدالية الذهبية 2017 الجزائر

البطولة العربية: 
- 2013 المغرب

## وصلات خارجية
- الربّاع الجزائري بوغالم إلياس يحطم الرقم القياسي العالمي في الحمل بالقوة في إيرلندا
- في حوار حصري أجرته صفحة تحيا الجزائر مع بطل العالم في رفع الأثقال الياس بوغالم ابن مدينة سوق اهراس
- في بطولتي إفريقيا والبحر الأبيض المتوسط مشاركة نادي حمل الأثقال لسوق أهراس قريبا